# Desmococcus vulgaris
Desmococcus vulgaris je zelená řasa z čeledi Chaetophoraceae, která roste na borce stromů a na skalách. Na ní je poměrně často asociována s myceliem hub.